# Grigori Buaczidze
Grigori Buaczidze (gruz. გრიგოლ ბუაჩიძე, ros. Григорий Михайлович Буачидзе, ur. 23 stycznia?/5 lutego 1916 we wsi Parcchali w Gruzji, zm. 1996) – radziecki wojskowy, starszy sierżant, Bohater Związku Radzieckiego (1943).

## Życiorys
Urodził się w gruzińskiej rodzinie chłopskiej. Skończył szkołę średnią, pracował jako nauczyciel. Od 1939 służył w Armii Czerwonej, po ataku Niemiec na ZSRR walczył na froncie, od 1942 należał do WKP(b). Był dowódcą działa 115 gwardyjskiego pułku artylerii przeciwpancernej 7 Gwardyjskiej Armii Frontu Stepowego w stopniu starszego sierżanta. 27 września 1943 brał udział w forsowaniu Dniepru k. wsi Borodajewka w rejonie wierchniednieprowskim w obwodzie dniepropietrowskim. Na prawym brzegu Dniepru wraz z działonem odparł trzy kontrataki wroga. 10 października 1943 zniszczył dwa ciężkie czołgi. Po wojnie został zdemobilizowany, wrócił w rodzinne strony. W 1956 ukończył Tbiliski Instytut Pedagogiczny im. Puszkina. Mieszkał i pracował w Rustawi. Został pochowany w Gori.

## Odznaczenia
- Złota Gwiazda Bohatera Związku Radzieckiego (26 października 1943)
- Order Lenina
- Order Czerwonego Sztandaru
- Order Wojny Ojczyźnianej I klasy
- Order Czerwonej Gwiazdy

I medale.